# Gare de Stolpe-Süd
La gare de Stolpe-Süd, jusqu'en 1959 Hennigsdorf Süd, était une gare ferroviaire de la S-Bahn de Berlin sur la ligne de Kremmen. Elle est créée en 1954 comme station de contrôle à la frontière entre la RDA et Berlin-Ouest, ouverte en 1958 pour le transport public de passagers et fermé avec la construction du mur de Berlin en août 1961.

## Situation ferroviaire
La gare est construite au kilomètre 18.0 de la ligne de Berlin-Schönholz à Kremmen, à 1 020 mètres au nord-ouest de la gare de Berlin-Heiligensee et à 1 450 m au sud-est de la gare de Hennigsdorf. Elle se situe dans le quartier de Stolpe-Süd à quelques centaines de mètres à l'ouest du lotissement entre le canal Oder-Havel et la frontière avec Berlin (arrondissement de Reinickendorf). En mai 1998, la commune de Stolpe-Süd est incorporée dans la commune de Hennigsdorf.

## Histoire
En 1893, la ligne de chemin de fer entre en fonctionnement de Berlin via Hennigsdorf à Kremmen, en 1927, elle est électrifiée jusqu'à Velten avec du courant continu puis fait partie de la S-Bahn de Berlin. 
À la suite de la division de l'Allemagne et de Berlin, le chemin de fer au nord de la gare de Heiligensee franchit la frontière entre Berlin-Ouest et la zone d'occupation soviétique et la RDA. En 1952, la RDA renforce ses contrôles aux frontières. Les gares les plus proches des limites de la ville de Berlin deviennent des gares de contrôle, où tous les trains se rendent dans la ville sont contrôlés pendant plusieurs minutes. Tout d'abord, les contrôles ont lieu sur la ligne de Kremmen à la gare de Hennigsdorf. Cependant, elle s'avère être un goulot d'étranglement, d'une part en raison de la grande affluence, d'autre part aussi pour le trafic de la ligne de Kremmen lui-même. La voie devenue unique après les réparations envers l'Union soviétique après la Seconde Guerre mondiale peut être parcourue au maximum toutes les 30 minutes. En outre, la RDA a mis en place à l'heure de pointe des trains de passage, qui ne s'arrêtent pas aux gares de Berlin-Ouest. Cela interfère avec la ligne de Kremmen, ce qui cause des retards fréquents.
Le 4 juin 1954, au sud de Hennigsdorf, la gare de contrôle de Hennigsdorf-Sud entre en service. Avec la mise en service, les passages de trains de la gare de Hennigsdorf (Berlin) sont déplacés vers la nouvelle gare et l'horaire est ajusté en conséquence. Le 3 novembre 1958, la gare devient une halte et est rebaptisée le 4 octobre 1959 à Stolpe-Süd.
Avec la construction du mur de Berlin le 13 août 1961, la ligne de Kremmen est interrompue à la frontière. Dans le même mois, les installations de la station sont démolies, parce qu'ils font obstacle à la sécurité frontalière. Il ne reste qu'un pont sur un chemin au sud-est de la gare, fondement à une tour de guet. Lors de la reconstruction de la ligne en 1998, ces restes sont enlevés, ne laissant plus aucune trace de la gare.